# Dicranoweisia intermedia
Dicranoweisia intermedia là một loài Rêu trong họ Dicranaceae. Loài này được J.J. Amann mô tả khoa học đầu tiên năm 1918.